# السياحة في البحرين
السياحة في البحرين تعد أهم مصادر الدخل في المملكة إلى جانب الصناعة، وتدعم الاقتصاد البحريني بقوة. وتجذب البحرين سنويا أكثر من مليوني زائر النسبة الكبرى من السياح هم من دول الخليج العربي، ويأتي في المرتبة الأولى السياح السعوديين والكويتيين ثم العمانيين فالإماراتيين والقطريين. السياح الأجانب يأتون معظمهم من بريطانيا والولايات المتحدة. وتعد شركة البحرين للسياحة من أكبر الدعامات للسياحة في البحرين وجلبت مبالغ ضخمة وهي شركة مملوكة للدولة. والبحرين مليئة بالآثار والمتاحف والأماكن الأثرية، كما إن طبيعة البحرين الجزرية جعلت منها دولة مليئة بالشواطئ، كما إن البحرين تحتضن العديد من المعارض والمؤتمرات. والجهة المسؤولة عن القطاع السياحي في البحرين هي وزارة الثقافة البحرينية، وقد تقدمت البحرين سياحيا تقدما كبيرا في الآونة الأخيرة، حيث حققت وزيرة الثقافة الحالية الشيخة مي بنت محمد آل خليفة إنجازات سياحية كبيرة واهتمت بشكل كبير بالتراث البحريني والآثار والثقافة البحرينية.
تعد سياحة الآثار من أهم السياحات في البحرين، فالبحرين فيها العديد من المواقع التراثية والآثار القديمة، منها: قلعة البحرين، مسجد الخميس. ويصف دليل لونلي بلانت البحرين بأنها «مقدمة ممتازة زلمنطقة الخليج».

## السياحة الثقافية

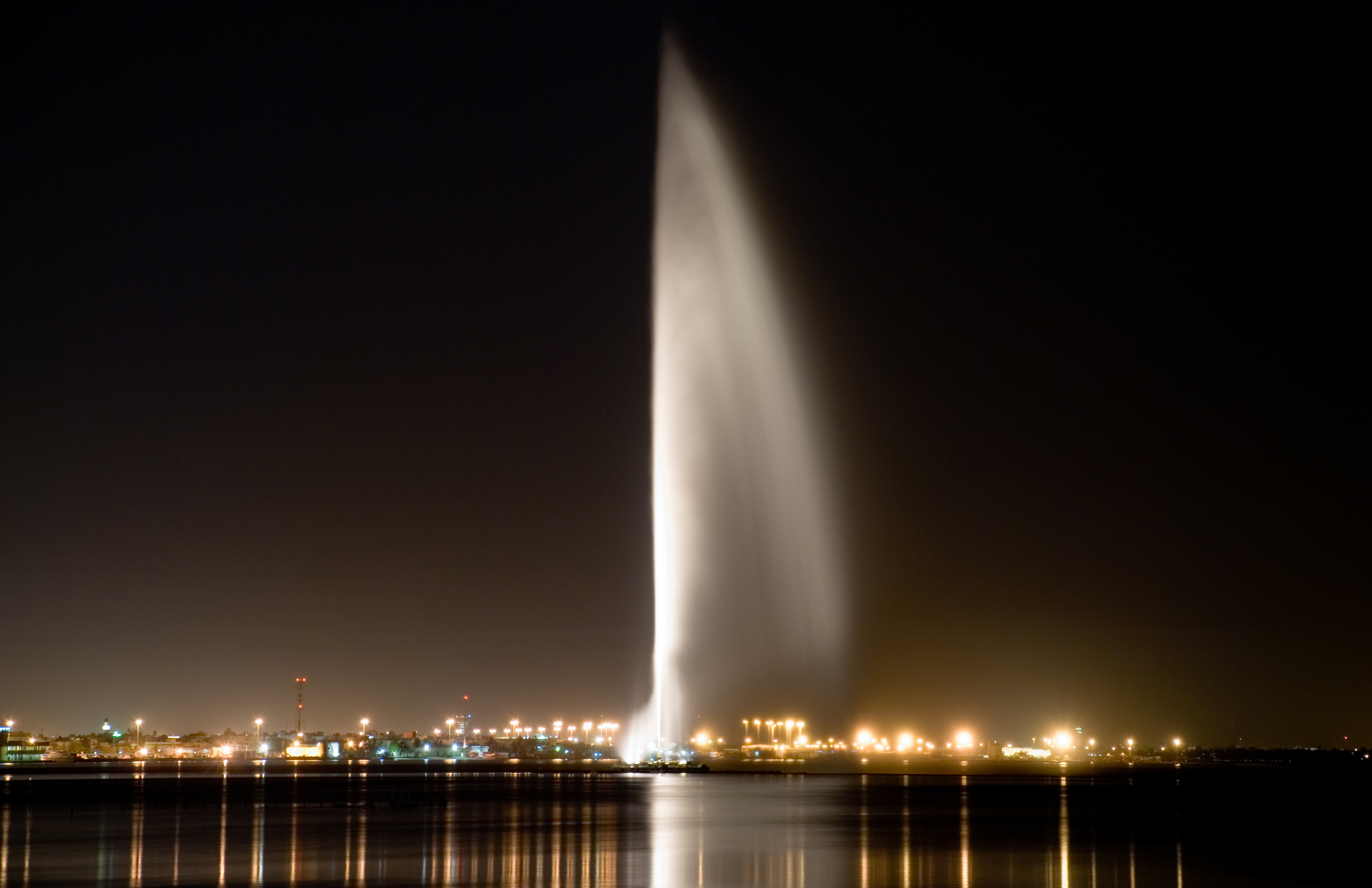
نافورة البحرين طولها 404 قدم

تعد البحرين بلد ثقافي بشكل كبير، وقد أقر البعض أنها ستصبح عاصمة الثقافة العربية في عام 2012. وقد كرّست البحرين مشاريع كبيرة للتقدم الثقافي البحريني.

### سياحة الآثار
تحوي البحرين الكثير من المواقع الأثرية كمسجد الخميس، معبد باربار، قلعة البحرين، بيت سيادي، بيت الشيخ عيسى بن علي، مدرسة الهداية الخليفية، قلعة عراد، قلعة الرفاع.
إن أحد أهم الآثار الإسلامية في البحرين هو مسجد الخميس الذي قد بني في العصر الأموي في عهد الخليفة عمر بن عبد العزيز في 692 م.و يتميز بمنارتيه التوأمتين
وهناك معلم آخر ديني وهو معبد باربار الذي يقع في قرية باربار. وقد كان هناك في الواقع ثلاثة معابد باربار في البحرين. ووجد فريق دانماركي للتنقيب الأثري بقايا معبد باربار الثالث في عام 1954. كما عُثر على اثنين من المعابد الأخرى في نفس المكان. وقد استخدمت هذه المعابد لعبادة الإله أنكي وزوجته نانخور ساك.وقد وجدت أسلحة وأواني فخارية في هذا المعبد.

### المتاحف
- متحف البحرين الوطني: تأسس عام 1988 ويعد المتحف الرئيسي في البحرين ويعد متحف آثار، ويغطي 6000 سنة من تاريخ البحرين. يصف المتحف إلى جانب الآثار التي وجدها الحياة القديمة للشعب البحريني[6]
- بيت القرآن: يقع في الحورة في المنامة، وهو عبارة عن متحف إسلامي يحوي على العديد من صفحات القرآن التاريخية القديمة التي قد كتبت في العصور الإسلامية القديمة.[7]
- متحف الغوص واللؤلؤ: يقع في المنامة وبُني عام 1937 وقد كان مقرّاً للحاكم ثم تحول إلى ما عليه الآن، ويصف كيف كانت الحياة البحرية أحد أهم مصادر مورد الرزق في البحرين ويصف كل ما يتعلق بالغوص واللؤلؤ.[8]
- مركز الجسرة للحرفيين: هو مركز يصف أهم الصناعات الحرفية في البحرين.

### السياحة الدينية
بما أن البحرين تقع في شبه الجزيرة العربية مبعث الإسلام، وخصوصا بعد رسائل النبي ومنها إلى البحرين، فإن البحرين بلد إسلامي تتخللها بعض العائلات اليهودية والمسيحية. وإن البحرين قد قامت فيها ديانات عديدة كالوثنية وغيرها، لكن البحرين كانت من أوائل الدول المسلمة. وبالرغم أن البحرين معظمها دولة إسلامية لكنها تحترم الديانات الأخرى فيوجد بها القليل من الكنائس اليهودية والمسيحية.
يعد مسجد الفاتح أحد أهم المعالم الدينية الحديثة في البحرين إلى جانب مسجد الخميس من المعالم الدينية القديمة. وبيت القرآن هو أهم مكتبة ومتحف إسلامي في البحرين. أما في اليهودية فإن أبرز الكنائس اليهودية في البحرين هي كنيس البحرين.

### مواقع التراث العالمي
إن مواقع التراث العالمية في البحرين هي قلعة البحرين أو قلعة البرتغال وطريق اللؤلؤ في البحرين.

#### قلعة البحرين
احتلت قلعة البحرين مكانا في مواقع التراث العالمية حيث أنها معلم تاريخي تراثي قديم. بُنيت قلعة البحرين قبل حوالي 3000 سنة على الطرف الشرقي الشمالي لجزيرة البحرين. وصف الموقع بأنه «أهم موقع في العصور القديمة» في البحرين وأجريت الحفريات بها منذ عام 1954. وأجريت الحفريات الأولى في الموقع من قبل الفريق الدانماركي بين عامي 1954 و1970 الأمر الذي أعقبته في وقت لاحق من قبل البعثة الفرنسية من عام 1977. وجد فيها العديد من الأدوات النحاسية وأدوات الصيد وسفن عديدة وغيرها.

### المنتجات الحرفية
تعد الصناعات الحرفية من أهم الأشياء التي تميز التاريخ والثقافة البحرينية. فقد أكد مركز البحرين للتميز أن للصناعات الحرفية دور في إبراز الثقافة البحرينية وقد اشتهرت الحرفية بانتشارها بين قرى البحرين. واعتمد مركز الجسرة للحرفيين أحد أهم المراكز التي تظهر المهن الحرفية في البحرين والتي هي :صناعة الفخار تصنع منها الأواني والجرات وتشتهر في قرية عالي، النسيج تشتهر في قرية بني جمرة، صناعة السلال وأشياء أخرى من الخوص، وصناعة نماذج للسفن القديمة. واشتهرت أيضا البحرين برسم الحناء والتفنن به.

## السياحة البيئية
تعد طبيعة البحرين الصحراوية، ومناخها الحار، أحد العوائق التي تقف في زيادة عدد السواح. لكن هذه الطبيعة الصحراوية قد جعلت الكثير من العوائل البحرينية وغير البحرينية في التخييم في منطقة الصخير وما حولها من مناطق وفي فصل الشتاء خصوصا. فالأغلب في التخييم يقضون وقتهم باللعب والكلام في الصباح ويقضون وقتهم في الشواء والجلوس حول النار في المساء إن سطح البحرين سهلي لكن تنتشر المرتفعات والتلال في وسط البحرين أي في منطقة البر مما يتيح للمخيمين بتسلق الجبال، والتسابق أيضا من بينها.

### الرياضات التي يمكن ممارستها
بالإضافة إلى تسلق الجبال وركوب الأمواج، يمكن للشباب التمتع بقيادة الدراجات الرباعية. ويمكن للسائح بسبب المناخ الحار، أن يلعب الألعاب الرياضية الصيفية مثل السباحة وغيرها.

## سياحات أخرى

### السياحة الطبية
يعتبرون السواح الوافدين للعلاج قليلون، بسبب السياحة الطبية الضعيفة، ولذلك نظم معرض البحرين الدولي للسفر والسياحة ندوات ومؤتمرات عن التكنولوجيا الطبية في دول أخرى، لتطوير السياحة الطبية والتي قد تثمر للمملكة بتوفير أنواع العلاجات مثل جراحات القلب وزراعة النخاع الشوكي. وتمتلك البحرين 34 مؤسسة صحية منها المستشفيات والمراكز ومنها كليات صحية، أهمها مجمع السلمانية الطبي للحواث والطوارئ، أشمل مستشفى لأنواع العلاج في البحرين.

### سياحة التعليم
تحوي البحرين اليوم الكثير من المؤسسات التعليمية من جامعات ومعاهد ومدارس خاصة وحكومية. فقد تطور التعليم في البحرين منذ أن بدأ عام 1919 ببناء أول مدرسة بنين ثم في 1928 ببناء أول مدرسة بنات مما جذب العديد من السياح للدراسة في البحرين وخصوصا الجامعيين.
أما بالنسبة إلى التعليم الابتدائي والاعدادي والثانوي فالمدارس الحكومية والخاصة (التي جذبت سياح أجانب) منتشرة في جميع أنحاء البحرين ووفرت البحرين حديثا تعلم اللغة الفرنسية بعد أن كانت اللغة المتعلمة في المدارس الإنجليزية.

## المجمعات التجارية
تعد المجمعات التجارية أحد أهم مقومات السياحة في البحرين، وهذه عينة من مجمعات البحرين :-
- البحرين سيتي سنتر
- مجمع السيف
- مجمع الدانة
- مجمع البحرين
- شيراتون مودا مول
- مجمع العالي
- مارينا مول
- يتيم سنتر
- كونتري مول
- جواد فود قاردن
- مجمع مدينة عيسى
- مجمع سترة
- لولو مول
- نجيبي سنتر
- مجمع الرفاع
- مجمع لولو هايبر ماركت
- مركز رامز التجاري
- مجمع العاصمة
- مجمع الواحة في الرفاع
- مجمع الريف
- مجمع الرملي
- مجمع الإنماء
- مجمع السيف المحرق
- مجمع الافينيوز

## وصلات خارجية
- Bahrain travel and tourism على مشروع الدليل المفتوح